# Simão Mate Junior
Simão Mate Junior (ur. 23 lipca 1988 w Maputo) – piłkarz pochodzący z Mozambiku, występuje na pozycji defensywnego pomocnika.

## Kariera
Simão swoją karierę rozpoczynał w mozambicki Clube Ferroviário de Maputo, w który występował do sezonu 2007/08. W sezonie 2007/08 przeszedł za 48 tys. € do Panathinaikosu Ateny. Zagrał w nim w 149 spotkaniach i strzelił 2 gole. W 2012 roku odszedł do Shandong Luneng.

### Statystyki klubowe
| Sezon   | Klub              | Kraj      | Liga                 | Mecze | Bramki | Puchar Kraju | Mecze | Bramki | Rozgrywki Europy   | Mecze | Bramki |
| ------- | ----------------- | --------- | -------------------- | ----- | ------ | ------------ | ----- | ------ | ------------------ | ----- | ------ |
| 2004    | Clube Ferroviario | Mozambik  | Moçambola            | 0     | 0      | -            | -     | -      | -                  | -     | -      |
| 2005    | Clube Ferroviario | Mozambik  | Moçambola            | 0     | 0      | -            | -     | -      | -                  | -     | -      |
| 2006    | Clube Ferroviario | Mozambik  | Moçambola            | 0     | 0      | -            | -     | -      | -                  | -     | -      |
| 2007    | Clube Ferroviario | Mozambik  | Moçambola            | 0     | 0      | -            | -     | -      | -                  | -     | -      |
| 2007/08 | Panathinaikos AO  | Grecja    | Superleague Ellada   | 16    | 0      | -            | -     | -      | Puchar UEFA        | 1     | 0      |
| 2008/09 | Panathinaikos AO  | Grecja    | Superleague Ellada   | 25    | 0      | -            | -     | -      | Liga Mistrzów UEFA | 7     | 0      |
| 2009/10 | Panathinaikos AO  | Grecja    | Superleague Ellada   | 18    | 0      | -            | -     | -      | -                  | -     | -      |
| 2010/11 | Panathinaikos AO  | Grecja    | Superleague Ellada   | 17    | 0      | -            | -     | -      | Liga Mistrzów UEFA | 5     | 0      |
| 2011/12 | Panathinaikos AO  | Grecja    | Superleague Ellada   | 23    | 1      | -            | -     | -      | -                  | -     | -      |
| 2012    | Shandong Luneng   | Chiny     | Chinese Super League | 16    | 1      | -            | -     | -      | -                  | -     | -      |
| 2012/13 | Levante UD        | Hiszpania | Primera División     | 4     | 0      | -            | -     | -      | -                  | -     | -      |
| 2013/14 | Levante UD        | Hiszpania | Primera División     | 31    | 1      | Puchar Króla | 2     | 1      | -                  | -     | -      |
| 2014/15 | Levante UD        | Hiszpania | Primera División     | 27    | 1      | Puchar Króla | 2     | 0      | -                  | -     | -      |
| 2015/16 | Levante UD        | Hiszpania | Primera División     | 30    | 1      | -            | -     | -      | -                  | -     | -      |

## Reprezentacja
W 2007 roku Simão zadebiutował w reprezentacji Mozambiku.